# Waterdiepte
De waterdiepte is de afstand tussen waterspiegel en bodem van oppervlaktewater. De diepte kan worden gemeten met onder meer een echolood.

## Meeteenheden en bepaling
De diepte van het oppervlaktewater wordt vaak aangeduid met de term waterdiepte. Deze waterdiepte wordt gemeten in een veelvoud van meters of centimeters en als het de diepzee betreft ook nog wel in kilometers. Vroeger werd het gemeten in vadem, zeemijlen of incidenteel inches.
De diepte van het water hangt af van de bodemsamenstelling en de golfhoogte. Op zee hangt het ook samen met het getij. Als de bodem hard is zoals bij gesteente of beton dan is de diepte te bepalen door de afstand naar het golfdal plus de helft van de golfhoogte. De halve golfhoogte staat dus gelijk aan het niveau van de waterspiegel waarbij de waterdiepte de afstand tussen de waterspiegel en de bodem is. Het tussenliggende water wordt ook wel de waterkolom genoemd.

## Meetmethoden
Om de waterdiepte te bepalen worden in zoetwatergangen zoals kanalen en sloten een peilschaal gebruikt. Deze werd bij de aanleg geplaatst en geeft de diepte aan gerelateerd aan de bodem in (meestal) een veelvoud van centimeters. De waterstand wordt ook weergegeven ten opzichte van de bodem maar vooral ten opzichte van NAP waarbij op kaarten aangegeven staat wat de diepte van de bodem ten opzichte van NAP is. Met deze diepte t.o.v. NAP kan de waterdiepte dus berekend worden. 
Op zee is de waterstand lastiger omdat deze in de loop der tijd veel sterker fluctueert dan in zoetwater. Dit wordt mede veroorzaakt door de aantrekkingskracht van hemellichamen, het getij. De waterdiepte wordt deels berekend aan de hand van voorspellingen van het getij (alleen op zee) en aan de hand van meetgegevens die door een dieplood,  peilstokken (in ondiep water) en het echolood (sonar) gemeten worden. Satellieten worden wel gebruikt om de hoogte van het wateroppervlak te meten, maar kunnen de ligging van de bodem niet bepalen. Dus een waterdieptemeting met alleen satellietwaarnemingen is vooralsnog niet mogelijk.

## Bodem
De meetgegevens zijn niet altijd eensluidend omdat de samenstelling van de bodem vaak geen duidelijke grens tussen water en bodem laat zien. Bij rotsbodem en ook bij zandbodems is dit voer het algemeen geen probleem. Zowel het ouderwetse dieplood als een echolood geven dan de correcte ligging van de bodem. Maar bij de aanwezigheid van sliblagen is dat minder duidelijk. Een klassiek dieplood zakt door zijn gewicht in de sliblaag weg. Hoe diep dit lood precies wegzakt is moeilijk te voorspellen, want dit hangt af van de dichtheid van het slib, maar ook van de tijd. Als er langer gewacht wordt bij slap materiaal zakt het lood steeds dieper. 
Het echolood weerkaatst vaak tegen de bovenkant van de sliblaag, dat is een laag met een hele lage dichtheid (veel water en weinig slibdeeltjes), de dichtheid is soms in de orde van 1050 kg/m³, dus weinig meer dan zout water. Schepen kunnen daar makkelijk doorheen varen. Daarom is internationaal afgesproken dat de laag met een dichtheid van 1200 kg/m³ gezien wordt als "de bodem". Omdat dit een definitie is die bedoeld is voor de scheepvaart, heet dit de nautische diepte.

## Vaardiepte
De waterdiepte is vooral interessant voor de scheepvaart en voor de bouw van infrastructurele werken op zee. Omdat de waterdiepte de bevaarbaarheid van een kanaal of watergang (mede) bepaalt, is het van belang de metingen regelmatig uit te voeren om te voorkomen dat er schepen vast lopen. Om de vaardiepte voldoende te houden worden kanalen en vaarwegen op zee regelmatig gebaggerd. Daarnaast zijn kanalen in klassen ingedeeld waarbij elke klasse bepaalde richtlijnen heeft waar de klasse aan moet voldoen wil een schip er in kunnen en mogen varen.